# Леонтьевка (Канский район)
Лео́нтьевка — деревня в Канском районе Красноярского края. Входит в состав Астафьевского сельсовета.

## История
Основана в 1912 году. В 1926 году деревня Шаташ состояла из 21 хозяйства, основное население — русские. В административном отношении находился в составе Боженовского сельсовета Канского района Канского округа Сибирского края.

## Население
| 1926 | 2010 |
| ---- | ---- |
| 133  | ↗251 |

## Улицы
- ул. Лесная,
- ул. Советская,
- ул. Центральная.